# Jakub Glazer

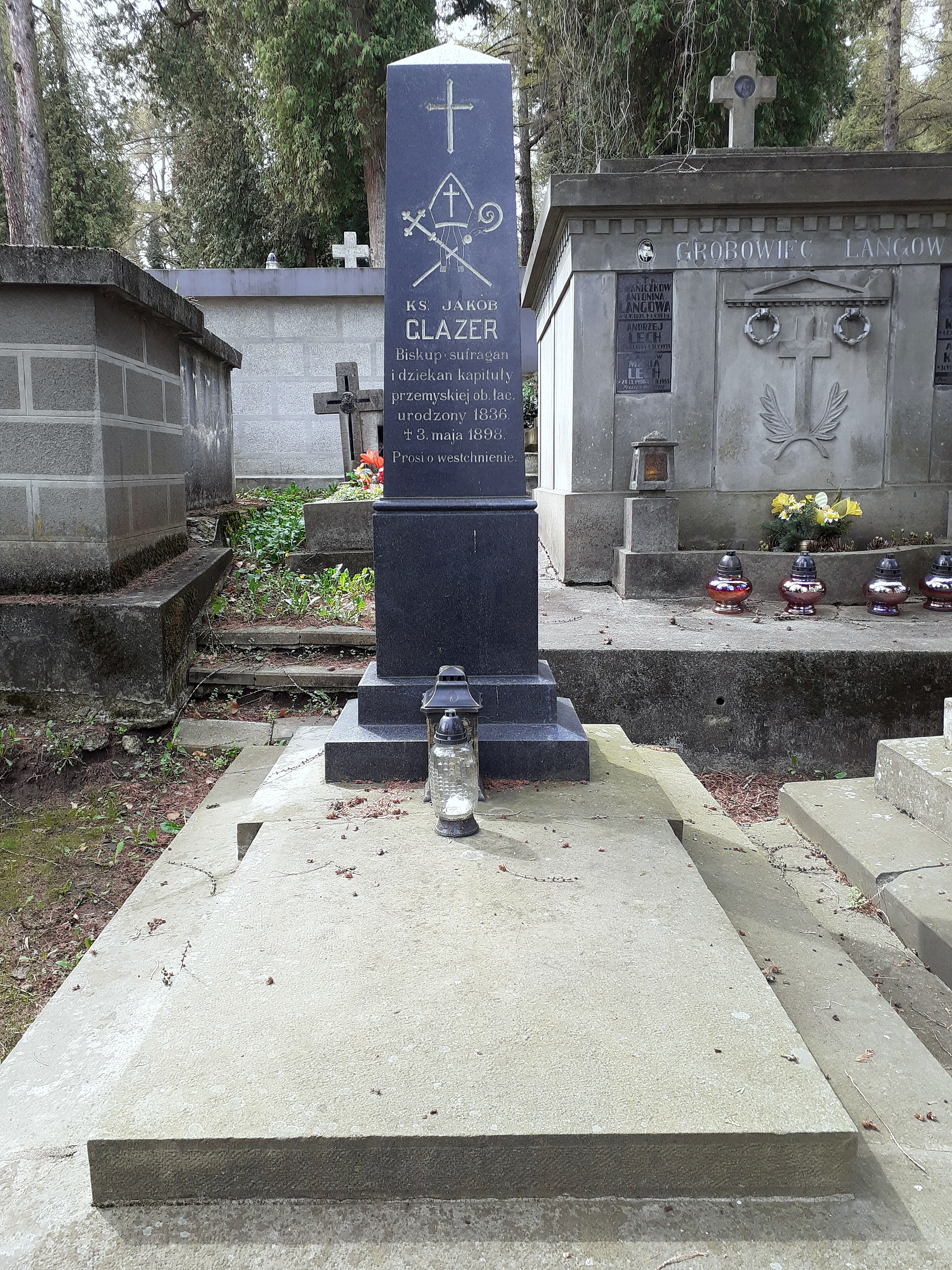
Nagrobek biskupa Jakuba Glazera na cmentarzu Głównym w Przemyślu

Jakub Glazer (ur. 24 czerwca 1836 w Woli Jasienickiej, zm. 3 maja 1898 w Przemyślu) – duchowny rzymskokatolicki, biskup pomocniczy przemyski w latach 1887–1898.

## Życiorys
Wywodził się ze stanu chłopskiego. W 1854 zdał egzamin dojrzałości w C. K. Gimnazjum w Przemyślu. Ukończył Wyższe Seminarium Duchowne w Przemyślu. Doktorat z teologii uzyskał w Wiedniu. Był wychowawcą i wykładowcą seminaryjnym, a także członkiem kapituły katedralnej. Opracował memoriał w kwestii ukraińskiej.
12 czerwca 1897 dokonał konsekracji kościoła Przemienienia Pańskiego w Sanoku.
Został pochowany na cmentarzu Głównym w Przemyślu.
Jego imieniem nazwano jedną z ulic w Przemyślu.